# Västra Leukerträsket
Västra Leukerträsket är en sjö i Sorsele kommun i Lappland och ingår i Umeälvens huvudavrinningsområde. Sjön har en area på 1,15 kvadratkilometer och ligger 345,2 meter över havet. Sjön avvattnas av vattendraget Leukerträskbäcken.

## Delavrinningsområde
Västra Leukerträsket ingår i det delavrinningsområde (725098-158761) som SMHI kallar för Utloppet av Västra Leukerträsket. Medelhöjden är 379 meter över havet och ytan är 11,92 kvadratkilometer. Det finns inga avrinningsområden uppströms utan avrinningsområdet är högsta punkten. Leukerträskbäcken som avvattnar avrinningsområdet har biflödesordning 5, vilket innebär att vattnet flödar genom totalt 5 vattendrag innan det når havet efter 285 kilometer. Avrinningsområdet består mestadels av skog (67 procent) och sankmarker (11 procent). Avrinningsområdet har 1,15 kvadratkilometer vattenytor vilket ger det en sjöprocent på 9,6 procent.